# 泰爾努瓦特卡 (哈爾科夫州)
49°3′25″N 35°48′15″E / 49.05694°N 35.80417°E
泰爾努瓦特卡（烏克蘭語：Тернуватка）是烏克蘭東部哈爾科夫州別列斯京區的村莊。該村始建於1885年，面積0.92平方公里，海拔高度148米，2001年人口192，人口密度每平方公里208.7人。